# Ingstrup Sogn
Ingstrup Sogn er et sogn i Jammerbugt Provsti (Aalborg Stift).
I 1800-tallet var Vester Hjermitslev Sogn og Alstrup Sogn annekser til Ingstrup Sogn. Alle 3 sogne hørte til Hvetbo Herred i Hjørring Amt. Ingstrup-Vester Hjermitslev-Alstrup sognekommune blev ved kommunalreformen i 1970 indlemmet i Pandrup Kommune, som ved strukturreformen i 2007 indgik i Jammerbugt Kommune. 
I Ingstrup Sogn ligger Ingstrup Kirke.
I sognet findes følgende autoriserede stednavne:
- Brødslev (bebyggelse, ejerlav)
- Bålshøj (areal)
- Ejersted (bebyggelse)
- Grønhøj (bebyggelse)
- Havgårde (bebyggelse)
- Hvorup Klit (bebyggelse)
- Ingstrup (bebyggelse, ejerlav)
- Ingstrup Mejeriby (bebyggelse)
- Ingstrup Sø (areal)
- Kettrup Bjerge (areal, bebyggelse)
- Klitterne (bebyggelse, ejerlav)
- Kringelstederne (bebyggelse)
- Marie Andersens Klit (bebyggelse)
- Munkens Klit (bebyggelse)
- Neest (bebyggelse)
- Nybæk (bebyggelse)
- Romedahls Klit (bebyggelse)
- Skjulsmark (bebyggelse)
- Sønder Kettrup (bebyggelse)
- Søndergårde (bebyggelse)
- Trudslev (bebyggelse, ejerlav)
- Trudslev Kær (bebyggelse)
- Vestermark (bebyggelse)
- Ørnbjerg (areal)